# Syracuse (Utah)
Syracuse ist eine Stadt im Davis County des US-Bundesstaates Utah. Die Stadt ist Teil der Metropolregion Ogden-Clearfield. Das U.S. Census Bureau hat bei der Volkszählung 2020 eine Einwohnerzahl von 32.141 ermittelt.

## Geschichte
Syracuse wurde am 3. September 1935 als Gemeinde gegründet. Die Stadt wurde von frühen Siedlern nach Syracuse, New York, benannt, das im 19. Jahrhundert für seine Salzproduktion berühmt war. 1950 wurde sie zu einer Stadt erhoben. In den letzten Jahren erlebte sie ein rasantes Bevölkerungswachstum.

## Demografie
Nach einer Schätzung von 2019 leben in Syracuse 31.458 Menschen. Die Bevölkerung teilt sich auf in 85,8 % nicht-hispanische Weiße, 3,0 % Afroamerikaner, 1,5 % Asiaten, 0,3 % Ozeanier und 2,7 % mit zwei oder mehr Ethnizitäten. Hispanics machten 6,0 % der Bevölkerung aus. Das mittlere Haushaltseinkommen lag 2017 bei 87.022 US-Dollar und die Armutsquote bei 4,2 %.